# شادية أبو غزالة
شادية أبو غزالة (1949-1968) أول شهيدة فلسطينية بعد النكسة واحتلال الضفة الغربية، وأول شهداء الجبهة الشعبية لتحرير فلسطين، استشهدت في نابلس خلال التحضير لعملية مسلحة.

## نشأتها وتعليمها
وُلدت شادية نايف أبو غزالة في البلدة القديمة في مدينة نابلس في عام 1949، لعائلة فلسطينية لجأت من يافا، وكانت الأصغر من بين أخوتها العشرة الّذين ولدوا في يافا، وتوفّيت والدتها بعد ثلاث سنوات من ولادتها.
تلقت شادية تعليمها الابتدائيّ في مدرسة الفاطميّة للبنات، وتعليمها الثانويّ في مدرسة العائشيّة في نابلس، ثم التحقت سنة 1966 بجامعة عين شمس في القاهرة، قسم علم الاجتماع وعلم النفس. درست سنة واحدة في جامعة عين شمس ومن ثمّ عادت إلى فلسطين في الطائرة الأخيرة الّتي هبطت في مطار القدس/قلنديا، وتشيرعائلتها إلى تعليقها أمام محاولات ثنيها عن قطع الدراسة في القاهرة: «لا فائدة للشهادة الجامعيّة إن لم يكن هناك جدارًا تُعلّقها عليه». وأكملت دراستها في جامعة النجاح الوطنيّة في نابلس في تخصص علم الآثار. وأحبّت قراءة الأدب والشعر، وقرأت في علم النفس وفي الفلسفة، وتأثرت بسارتر وفكره الوجوديّ الاشتراكيّ.

## نضالها

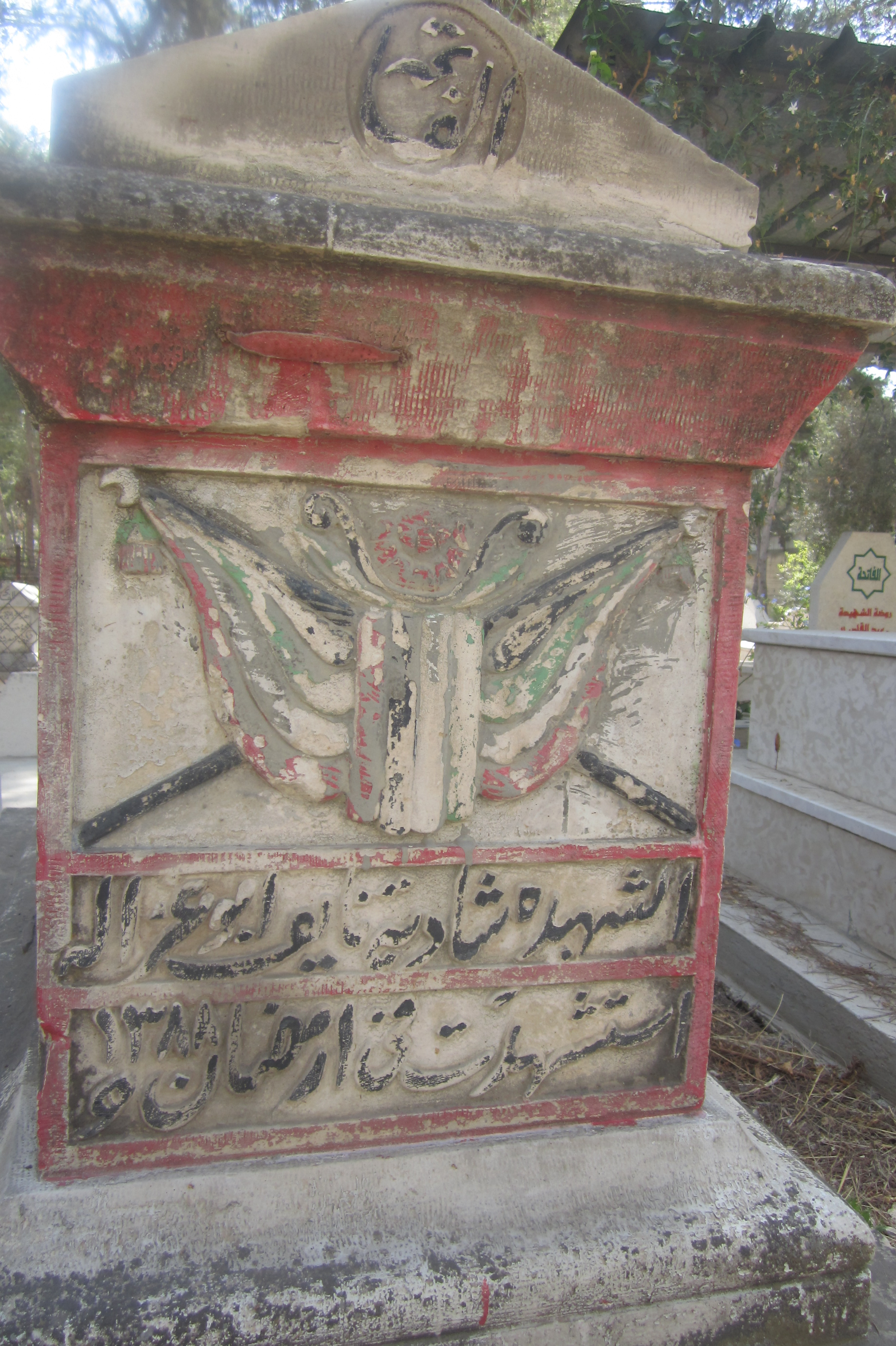
قبر الشهيدة شادية أبو غزالة في مقبرة نابلس الغربية

انتسبت شادية في سن السادسة عشرة إلى حركة القوميين العرب التي سيتحول فرعها الفلسطيني لاحقاً إلى الجبهة الشعبية لتحرير فلسطين وتلقت تدريباتها العسكرية فيها، وتعتبر من المساهمين في تأسيس الجبهة الشعبية وإحدى قادتها. بعد حرب حزيران 1967 رفضت شادية الخروج للعودة إلى الدراسة في مصر وظلت في الأرض المحتلة حيث شاركت في العمل السري في تنظيم الأفراد وتأمين الاتصالات وجمع التبرعات وإخفاء السلاح والمقاومين، وطباعة المنشورات، وشاركت في هجمات مسلحة، يُذكر منها عمليّة تفجير حافلة لشركة إيجد الإسرائيلية في تل أبيب.

## استشهادها
استُشهدت شادية في الساعة الثامنة وخمس وعشرين دقيقة من مساء 28 تشرين الثاني عام 1968، في منزل عائلتها بانفجار قنبلة كانت قد أعدتها، وتروي أختها إلهام أبو غزالة الحادثة كالتالي: 

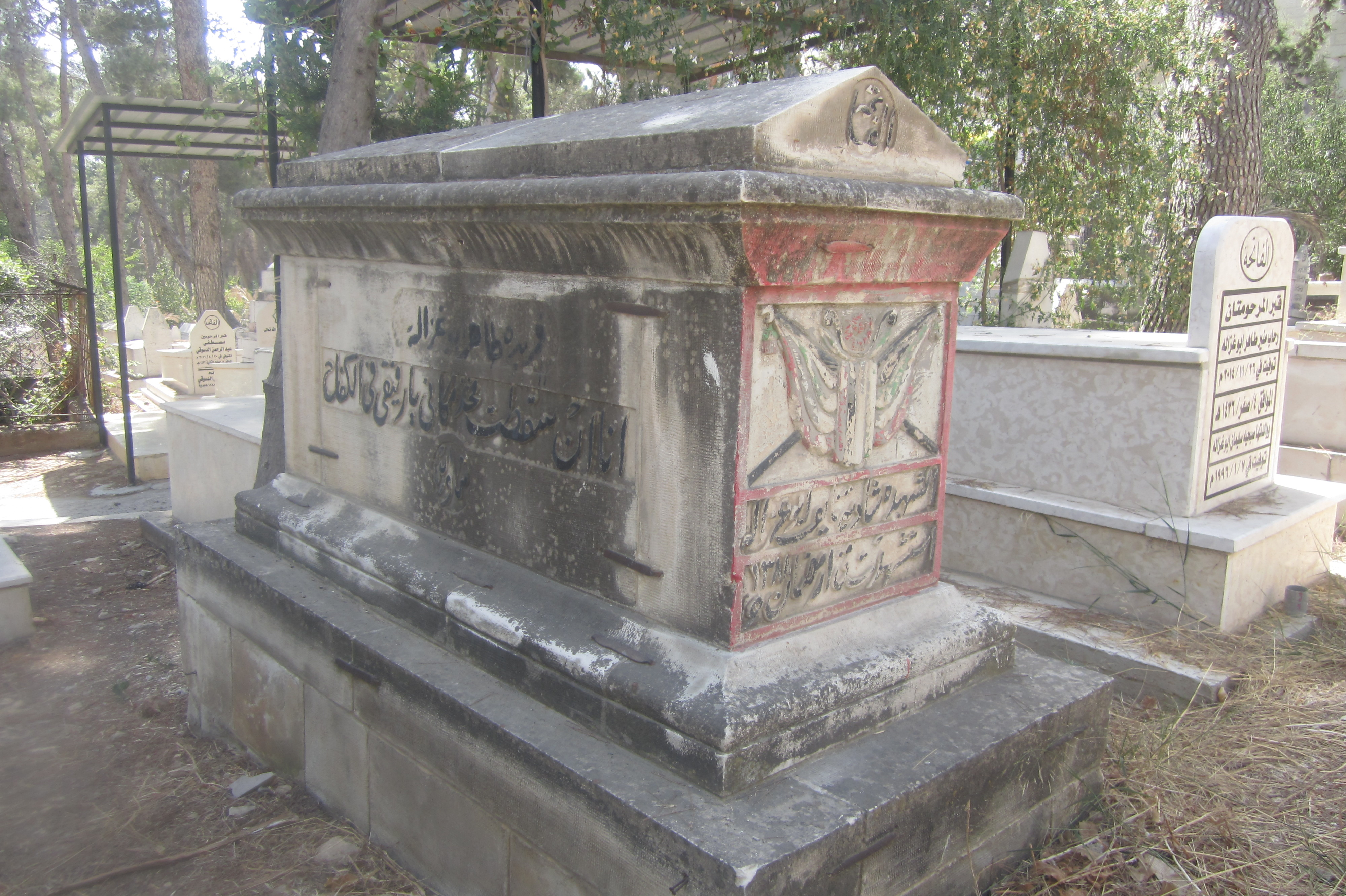
قبر الشهيدة شادية أبو غزالة في مقبرة نابلس الغربية

«كنا جميعاً حول مائدة الطعام، كانت غرفة الطعام في أقصى الزاوية الجنوبية الشرقية من بيتنا القديم الكبير، ذي الأقواس العالية والقبب المرتفعة، قُرع الجرس؛ قفزت شادية لتفتح الباب، وفي لحظة، انفجر المنزل، واقتحم اللهيب كل مكان من البيت، رأينا ألسنة النيران من كل حدب وصوب، تراكضنا مذعورين لمعرفة ما الذي جرى وسط الظلام الدامس، أخذت الأصوات تتعالى، ابحثوا عن شادية. ابحثوا عن شادية»
دفنت في مقبرة نابلس الغربية إلى جوار والدتها، ونقشت على القبر أبيات شعرها المفضّلة، «أنا إن سقطت فخذ مكاني يا رفيقي للكفاح» للشاعر الفلسطيني معين بسيسو.